# 霊友会
宗教法人霊友会（しゅうきょうほうじんれいゆうかい）は、法華系の新宗教である。信者数は公称2,527,457人。『宗教年鑑 令和6年版』における国内信者数は、1,053,203人とされている。キャッチフレーズは「いんなあ・とりっぷの霊友会」。

## 歴史

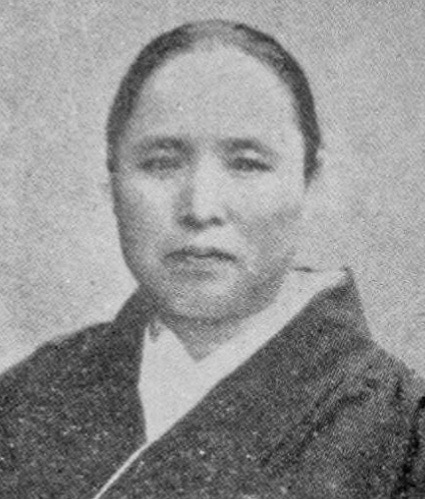
小谷喜美

- 1920年 - 創立者の久保角太郎は西田無学の思想と行法を知り、それをきっかけとして本格的な法華経研究と在家による実践方法の模索に入る[3]。
- 1924年 - 若月チセらと第一次「霊友会（南千住霊友会）」を結成するが、若月らに菩薩行としての趣旨が理解されず、その後袂を分かつ[要出典]。
- 1927年 - 兄夫婦の小谷安吉・小谷喜美らとともに「赤坂霊友会」として活動を開始[4]。
- 1930年 - 喜美を名誉会長とし、貴族院議員で男爵・永山武敏を会長に迎え久保を理事長として「霊友会」として発会式を行う。永山は三ヶ月で辞任し、喜美が会長に復帰する[5]。「在家による法華経の菩薩行を実践する団体」として発展。
- 1936年 - 弾圧への配慮のため[6]九条日浄を総裁に迎える。
- 1944年 - 久保角太郎他界。その後、喜美を中心に戦後大きく教勢を伸ばしていくが、多くの分派を生むに至る[注 1][7]。
- 1949年 - 教団本部がGHQの捜索を受け、金塊とコカインが押収される。翌年には喜美が脱税の容疑で捜査を受け、麻薬所持で摘発される[8]。この後普明会教団と妙智会教団、佛所護念会教団が分派していく[要出典]。

井上順孝は、終戦直後の社会的混乱の中で、脱税を目的とする便乗教団が生まれたことを指摘している。
- 1952年11月15日 - 宗教法人法による宗教法人となる。
- 1953年 - 喜美が赤い羽根共同募金110万円の横領、闇ドル入手、贈賄などの容疑で検挙される。顧問弁護士木村篤太郎らの尽力で釈放される[10][11]。なおこの闇ドル入手には、聖イグナチオ教会会計係の神父が関係していた[12]。
- 1971年2月 - 喜美死去後、久保角太郎の子・久保継成が会長に就任。
- 1975年11月 - 釈迦殿が竣工[13]。設計施工は竹中工務店[14]。
- 1993年11月18日 - 久保継成は集団合議制を確立する為に会長職を辞任、理事長に就任。
- 1996年6月9日 - 霊友会本部釈迦殿(東京都港区麻布台)で行われている月例行事「在家のつどい」に久保継成が登壇。久保継成は自身が会長職に復帰する旨の宣言を一方的に発表する。これにより、久保継成、及び、久保が会長職への復帰を支持する幹部・役員・会員と、その他の霊友会幹部・役員・会員との内紛状態に入る。以降、久保継成及び久保を支持するグループによる霊友会本部、及び、関連施設への立ち入りが出来なくなる[要出典]。
- 1996年9月4日 - 濱口八重(元会長補佐兼第22支部長)が後継会長に就任。久保継成は、久保継成を支持する第七支部の松本廣を中心とした独自の別グループを形成し、団体名称「Inner Trip REIYUKAI International」という国際団体として活動を開始。日本国内においては団体名称を「ITRI日本センター」とする。
- 2000年5月18日 - 濱口八重会長死去により大形市太郎(元理事)が会長に就任。
- 2013年4月8日 -大形市太郎会長死去により末吉将祠が会長に就任。

### 赤い羽根募金業務上横領事件
1953年、小谷喜美が共同募金へ寄せられた信者からの義援金110万円の横領、闇ドル入手、贈賄などの容疑で検挙された。この事件では、次の3件が裁判になった。
1. 赤い羽根募金業務上横領事件―霊友会付属国友婦人会は、小谷を会長、Ｔを書記として募金の集計・保管などに従事していた。Ｔは1957年から28年の募金実額を不正に削減し、一部を業務上横領したもの。
2. 贈収賄事件―宗教法人認証の便宜を図るため、文部省宗務課長・篠原義雄に10万円を贈与したもの。
3. 外国為替および外国貿易管理法違反事件

1957年3月5日、東京地方裁判所で第1審の判決が下された。小谷は1で無罪、2・3で懲役1年罰金200万円執行猶予2年の有罪。Ｔは1で懲役8月執行猶予2年の有罪。篠原義雄は収賄で懲役8月執行猶予2年の有罪。その後、被告弁護側・検察側双方ともに判決を不服として控訴。1959年3月3日、東京高等裁判所は、すべての控訴を棄却する判決を出した。

## 教義
先祖供養を重視し、両親、夫婦両人に繋がるすべての先祖を『霊鑑』と呼ばれる過去帳に記載し、「○生院」なる院号、妙・法・徳からなる法名を付与し、供養する点に特筆性がある。これらの先祖供養は『法華経』を宗教的根拠に据えて行われる。霊友会では、自分に繋がる父系・母系双系のすべての先祖を象徴した「総戒名」を前にして、日々、「青経巻」と呼ばれる、法華三部経からの抜粋を中心に編纂された経巻を読誦する。これを霊友会では「先祖供養」と呼んでいる。

## 分裂・分派発生
霊友会からは多くの教団が分派した。主なものに妙智会教団、佛所護念会教団、立正佼成会などがある。
1935年には、理事だった岡野正道がぬけて、孝道教団をつくり、1936年には高橋覚太郎の霊照会が、1938年には井戸清行の思親会が独立する。

## 政治運動
これまで参議院の全国区・比例区選挙において内田芳郎、細川護熙、佐藤信二、町村金五、片山正英、扇千景、安西愛子、川上源太郎、源田実、田中正巳、久世公堯、石井道子、清水嘉与子、小野清子、太田房江といった候補を支援してきた。衆議院では民社党から自由民主党に転じた塚本三郎などを支援してきた。
過去に実施された日本会議のイベントの受付では、霊友会を含む各種宗教団体別の受付窓口が設けられ、参加者を組織動員したこともあることが指摘されている。

## 社会との関わり
かつて、フランスで十分な確認がされないまま「セクト」に一時指定されたが、フランス政府関係者が来日した際に教えや活動内容を説明した結果、指定は解除された。
旅行等と偽り静岡県伊豆の山中の隔離された研修施設で宗教合宿に参加させる事例が多数あるとの指摘がある。